# Överlåtelseavtal
Överlåtelseavtal är ett avtal som innebär att äganderätten övergår fullständigt från den tidigare innehavaren till den nya, med andra ord köp, gåva och byte.
Överlåtelseavtalet är en juridiskt bindande handling som undertecknas av både säljaren och köparen. Den vanligaste typen av överlåtelseavtal tecknas vid överlåtelse av bostadsrätter. Eftersom bostadsrättsinnehavaren inte äger själva lägenheten utan enbart rätten till bostaden så används överlåtelseavtal i stället för köpekontrakt.
Överlåtelse av äganderätt kan också göras via avtalsformerna köpekontrakt eller gåvobrev.

## Formkrav
Överlåtelseavtalet ska vara skriftligt och innehålla:
- En specifikation av vad som överlåts (t.ex. fastighetsbeteckning om en bostadsrätt överlåts)
- Information om köpeskilling
- Överlåtelseförklaring
- Information om säljare och köpare
- Villkor för överlåtelsen (t.ex. ansvarsförhållanden om något visar sig vara fel på överlåtelseobjektet)
- Datum samt underskrifter från både säljare och köpare